# Seven Femenino de Francia 2018
El Seven Femenino de Francia de 2018 fue la tercera edición del torneo de rugby 7, así como el quinto y último de la Serie Mundial Femenina de Rugby 7 2017-18.
Se desarrolló en el Stade Jean-Bouin de la ciudad de Paris, Francia.

## Fase de grupos

### Grupo A
| Equipo        | Encuentros | Encuentros | Encuentros | Encuentros | Tantos  | Tantos    | Tantos     | Puntos |
| Equipo        | jugados    | ganados    | empatados  | perdidos   | a favor | en contra | diferencia | Puntos |
| ------------- | ---------- | ---------- | ---------- | ---------- | ------- | --------- | ---------- | ------ |
| Nueva Zelanda | 3          | 3          | 0          | 0          | 95      | 19        | +76        | 9      |
| Inglaterra    | 3          | 2          | 0          | 1          | 88      | 48        | +40        | 7      |
| Irlanda       | 3          | 1          | 0          | 2          | 36      | 53        | –17        | 5      |
| Gales         | 3          | 0          | 0          | 3          | 24      | 123       | –99        | 3      |

### Grupo B
| Equipo    | Encuentros | Encuentros | Encuentros | Encuentros | Tantos  | Tantos    | Tantos     | Puntos |
| Equipo    | jugados    | ganados    | empatados  | perdidos   | a favor | en contra | diferencia | Puntos |
| --------- | ---------- | ---------- | ---------- | ---------- | ------- | --------- | ---------- | ------ |
| Australia | 3          | 3          | 0          | 0          | 79      | 44        | +35        | 9      |
| Canadá    | 3          | 2          | 0          | 1          | 66      | 48        | +18        | 7      |
| Fiyi      | 3          | 1          | 0          | 2          | 42      | 57        | –15        | 5      |
| Rusia     | 3          | 0          | 0          | 3          | 37      | 75        | –38        | 3      |

### Grupo C
| Equipo         | Encuentros | Encuentros | Encuentros | Encuentros | Tantos  | Tantos    | Tantos     | Puntos |
| Equipo         | jugados    | ganados    | empatados  | perdidos   | a favor | en contra | diferencia | Puntos |
| -------------- | ---------- | ---------- | ---------- | ---------- | ------- | --------- | ---------- | ------ |
| Francia        | 3          | 3          | 0          | 0          | 60      | 22        | +38        | 9      |
| Estados Unidos | 3          | 2          | 0          | 1          | 50      | 47        | +3         | 7      |
| España         | 3          | 1          | 0          | 2          | 35      | 51        | –16        | 5      |
| Japón          | 3          | 0          | 0          | 3          | 46      | 71        | –25        | 3      |

## Fase Final

### Copa de oro
|  | Cuartos de final | Cuartos de final | Cuartos de final |           |               | Semifinales   | Semifinales | Semifinales |        |               | Copa          | Copa         | Copa |  |
|  |                  |                  |                  |           |               |               |             |             |        |               |               |              |      |  |
|  |                  |                  |                  |           |               |               |             |             |        |               |               |              |      |  |
|  | Nueva Zelanda    | Nueva Zelanda    | 38               |           |               |               |             |             |        |               |               |              |      |  |
|  | Nueva Zelanda    | Nueva Zelanda    | 38               |           |               |               |             |             |        |               |               |              |      |  |
|  | España           | España           | 0                |           |               |               |             |             |        |               |               |              |      |  |
|  | España           | España           | 0                |           | Nueva Zelanda | Nueva Zelanda | 34          |             |        |               |               |              |      |  |
|  |                  |                  |                  |           | Nueva Zelanda | Nueva Zelanda | 34          |             |        |               |               |              |      |  |
|  |                  |                  | Canadá           | Canadá    | 7             |               |             |             |        |               |               |              |      |  |
|  | Canadá           | Canadá           | Canadá           | Canadá    | 7             | 26            |             |             |        |               |               |              |      |  |
|  | Canadá           | Canadá           |                  |           |               |               |             |             |        |               |               |              |      |  |
|  | Estados Unidos   | Estados Unidos   | 24               |           |               |               |             |             |        |               |               |              |      |  |
|  | Estados Unidos   | Estados Unidos   | 24               |           |               |               |             |             |        | Nueva Zelanda | Nueva Zelanda | 33           |      |  |
|  |                  |                  |                  |           |               |               |             |             |        | Nueva Zelanda | Nueva Zelanda | 33           |      |  |
|  |                  |                  | Australia        | Australia | 7             |               |             |             |        |               |               |              |      |  |
|  | Australia        | Australia        | Australia        | Australia | 7             | 22            |             |             |        |               |               |              |      |  |
|  | Australia        | Australia        |                  |           |               |               |             |             |        |               |               |              |      |  |
|  | Fiyi             | Fiyi             | 19               |           |               |               |             |             |        |               |               |              |      |  |
|  | Fiyi             | Fiyi             | 19               |           | Australia     | Australia     | 21          |             |        | Tercer lugar  | Tercer lugar  | Tercer lugar |      |  |
|  |                  |                  |                  |           | Australia     | Australia     | 21          |             |        | Tercer lugar  | Tercer lugar  | Tercer lugar |      |  |
|  |                  |                  | Francia          | Francia   | 17            |               |             |             |        |               |               |              |      |  |
|  | Francia          | Francia          | Francia          | Francia   | 17            | 48            |             |             | Canadá | Canadá        | 17            |              |      |  |
|  | Francia          | Francia          |                  |           |               |               |             |             | Canadá | Canadá        | 17            |              |      |  |
|  | Inglaterra       | Inglaterra       | 7                |           |               |               |             |             |        |               | Francia       | Francia      | 10   |  |
|  | Inglaterra       | Inglaterra       | 7                |           |               |               |             |             |        |               | Francia       | Francia      | 10   |  |
|  |                  |                  |                  |           |               |               |             |             |        |               |               |              |      |  |

| Bandera de Nueva Zelanda |
| Campeón Nueva Zelanda    |
| 3º título del circuito   |